# Puput arbòria becnegra
La puput arbòria becnegra (Phoeniculus somaliensis) és una espècie d'ocell de la família dels fenicúlids (Phoeniculidae) que habita zones arbustives àrides d'Etiòpia, Eritrea, Somàlia i Sudan.